# Горадизская операция
Горадизская операция (азерб. Horadiz əməliyyatı) — бои, произошедшие в конце декабря 1993 — начале января 1994 года между вооружёнными силами Азербайджана и армянскими вооружёнными формированиями в Физулинском районе Азербайджана в направлении посёлка Горадиз и его окрестностей. Одно из сражений Первой карабахской войны.
В результате операции Горадиз, являющийся важным перекрёстком дорог, ведущих на север, в город Физули, и на запад, в районы Джебраила, Губадлы и Зангелана, а также прилегающие территории и ряд близлежащих сёл вернулись под контроль Азербайджана.

## Предыстория
После захвата Губадлы (конец августа 1993 года) армяне объявили о прекращении огня, что объяснялось необходимостью перегруппироваться и, по всей видимости, дождаться прибытия новых вооружений и войск из Армении. В конце октября армянские военные части (это были именно регулярные части армянской армии, а не карабахские формирования) быстро овладели Горадизом на азербайджано-иранской границе, юго-восточнее Физули, отрезав тем самым Зангеланский район от остальной азербайджанской территории.
В декабре 1993 года армянские вооружённые формирования попытались продвинуться восточнее города Физули в направлении Бейлаганского района, однако столкнулись с беспрецедентным сопротивлением и вынуждены были отступить. 15 декабря (по другим данным — 21 декабря) азербайджанские войска приступили к последовательным контрнаступательным действиям сразу на 5 направлениях — Физулинском, Ходжавендском, Агдамском, Мардакертском и Кельбаджарском.

## Сражение

Могила Эльхана Зульфугарова, погибшего 5 января в боях за село Шукюрбейли близ Горадиза. Аллея шахидов, Баку

Основной удар в направлении Горадиз — Физули азербайджанские части наносили из Бейлаганского района. Боевые действия развернулись в степной зоне. В этих условиях части азербайджанской армии прорвали оборону противника и начали продвижение вглубь Физулинского района под прикрытием огня ствольной и реактивной артиллерии. К началу января 1994 года азербайджанцы заняли 11 населённых пунктов и участок азербайджано-иранской границы протяжённостью более 40 километров.
По сведениям азербайджанской стороны, 5 января в ходе боёв ей удалось захватить 3 танка, противотанковую установку «Штурм-С», 6 пушек, до 10 транспортных средств, большое количество стрелкового оружия и боеприпасов противника.
6 января (по другим данным — 8 января) части 702-го полка, сломив сопротивление противника, с боями вошли в Горадиз, заняв посёлок, железнодорожную станцию и стратегически важный Худаферинский мост через реку Аракс (хоть и ненадолго). Командовал операцией Шаир Рамалданов. Таким образом, Азербайджан вернул контроль над важным железнодорожным разъездом Горадиз на Араксе и продвинулся на север в сторону Физули.
В наступлении Азербайджанской армии принимали участие также афганские и чеченские моджахеды, прибывавшие в Азербайджан осенью 1993 года. Подготовка моджахедов была выше, чем у регулярной азербайджанской армии, по некоторым сообщениям, они играли ключевую роль в наступлении азербайджанской армии на Горадиз. Правительство Азербайджана однако отрицало их участие.

## Последствия
Горадизская операция стала самой успешной операцией, проведенной азербайджанской армией во время зимней кампании 1994 года. В результате под контроль Азербайджана перешло 22 населенных пункта Физулинского района (включая посёлок Горадиз), а также село Чоджук Марджанлы Джебраильского района. По данным азербайджанской стороны, Азербайджан вернул под контроль территорию площадью в 21 тыс. га. Была восстановлено (через Иран) сообщение Азербайджана со своим эксклавом — Нахичеванской АР.
К концу января азербайджанские войска, преодолевая возрастающее сопротивление армянских частей, вышли на подступы к райцентрам Физули и Джебраил, где, однако, были остановлены контратакой.

## Память
За героизм во время боёв восемь участников были удостоены звания Национального героя Азербайджана, в том числе погибший 5 января в боях за село Шукюрбейли близ Горадиза помощник начальника разведки 702-го полка капитан Эльхан Зульфугаров.
6 января 2012 года бывшие участники боёв посетили Аллею шахидов в Баку, где почтили память погибших товарищей — Эльхана Зульфугарова и командира Ясамальского батальона Миралекпера Ибрагимова[значимость факта?]. В 2014 году в Азербайджане вышел фильм «Вера в Великую победу», посвящённый Горадизской операции.
6 января 2020 года в Горадизе в честь 26-летия его возвращения начались шествия с участием главы Исполнительной власти Физулинского района Алы Алыева, ветеранов Карабахской войны, в том числе участников Горадизской операции, военнослужащих и местных жителей..